# Бари Сийл: Наркотрафикантът
„Бари Сийл: Наркотрафикантът“ (на английски: American Made) е американска екшън комедия от 2017 г. на режисьора Дъг Лайман, по сценарий на Гари Спинели, с участието на Том Круз, Донал Глийсън, Сара Райт Олсън, Джеси Племънс, Кейлъб Ландри Джоунс.
Филмът е вдъхновен от живота на Бари Сийл – бивш пилот от TWA, който става контрабандист на наркотици за картела Меделин през 80-те години на XX век, a след това става информатор на американската агенция за борба с наркотиците (DEA), за да избегне затвора.